# Афінська національна обсерваторія
37°58′24″ пн. ш. 23°43′06″ сх. д. / 37.97336944° пн. ш. 23.71827778° сх. д.

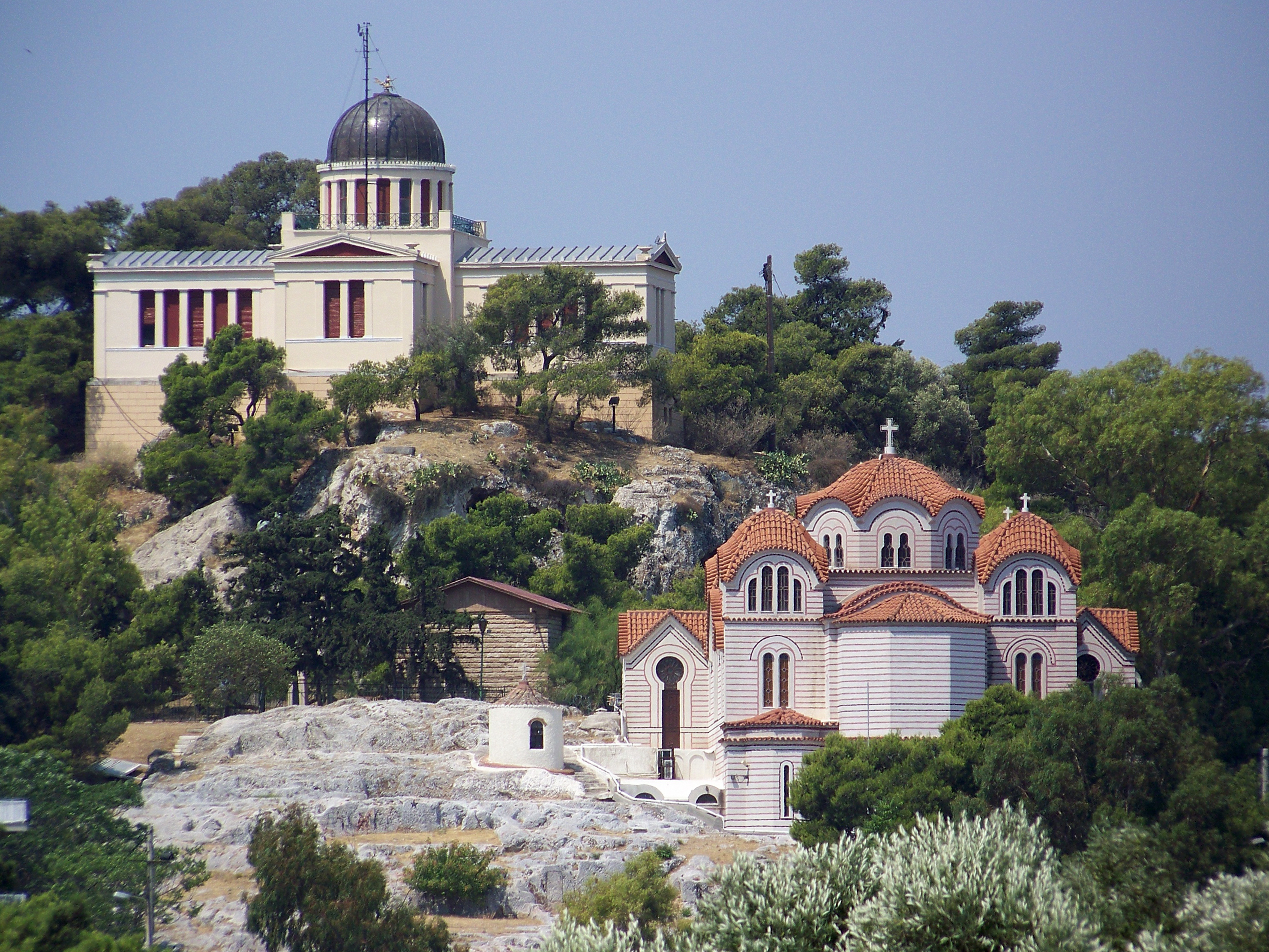
Афінська національна обсерваторія та Церква святої Марини, Афіни

Афінська національна обсерваторія (грец. Εθνικό Αστεροσκοπείο Αθηνών) — науково-дослідна установа в Афінах у Греції. Заснована у 1842 році, вона є одним із найстаріших науково-дослідних інститутів у Південній Європі.
В будівлі обсерваторії розміщується також Афінський музей геоастрофізики, експонати якого представляють історії спостереження дослідників за зірками, планетами і земною атмосферою від 19 століття до початку 20-го століття в Аттиці.
Афінська національна обсерваторія працює в чотирьох різних місцях: головний майданчик Афінської національної обсерваторії знаходиться в Афінах в районі Тісіо, астрономічна станція Пентелі розташована в Пентелі, астрономічна станція Кріонері знаходиться в регіоні Північний Пелопоннес, на вершині гори Кілліні, а четвертим, найбільшим дослідницьким майданчиком є обсерваторія Хелмос, розташована на вершині гори Хелмос поблизу Калаврити в південній Греції.

## Історія

### Заснування обсерваторії
Афінська обсерваторія заснована 1842 року, вона стала першою науково-дослідницькою установою, створеною після здобуття Грецією незалежності у війні з Османською імперією.
Греко-австрійський астроном Георгіос Константінос Вуріс вивчав астрономію у Віденській обсерваторії під керівництвом Йозефа Йоганна фон Літтрова. Згодом Вуріс переїхав до Греції. Він став професором нещодавно заснованого Афінського університету і схотів побудувати обсерваторію в Греції. Близько 1840 року він переконав австрійського банкіра, посла Греції у Відні, барона Георгіоса Сінаса зробити пожертву на розвиток науки в Греції й будівництво обсерваторії. Вуріс брав участь у будівництві першої будівлі обсерваторії, вибирав наукові інструменти та став її першим директором.

### Перші будівлі та інструменти
Перша будівля, відома як будівля Сінаса (Sinas building), була заснована на проєкті Едуарда Шауберта та спроєктована датським архітектором Теофілом Гансеном. Хрестоподібна неокласична будівля своїми сторонами орієнтована за чотирма сторонами світу. У центрі конструкції розташований невеликий купол для телескопа. Будівлю було завершено в 1846 році.
Церемонія заснування Афінської обсерваторії відбулася 26 червня 1842 року, в день сонячного затемнення. На цій офіційній події були присутні король Греції Оттон I, члени уряду та представники церкви. Зібрався великий натовп глядачів. Після промови професора Георгіоса Вуріса було закладено наріжний камінь, під музику та канонаду датського фрегата, що стояв на якорі в порту Пірей.
Вуріс відповідав за придбання та вибір інструментів для новоствореної обсерваторії. Він вибрав 7,5-дюймовий рефрактор (апертура 19 см, фокусна відстань 190 см, f/10), виготовлений Саймоном Плосслом з Відня, Австрія. Другий телескоп був зроблений Крістофом Старке з Імперського політехнічного університету у Відні. Пристрій являв собою меридіональний телескоп розміром 3,7 дюйма (апертура 94 мм, f/15, діаметр 1 м). Вуріс також придбав хронометр і два маятники, а також п’ять невеликих телескопів і повний набір метеорологічного обладнання. Це були найдосконаліші наукові інструменти того часу.
Вуріс став першим директором обсерваторії. Він проводив наукову роботу в галузі астрофізики, астрономії та геодезії, періодично публікуючи статті в Astronomische Nachrichten. Він визначив географічні координати обсерваторії, що стало основою для картографування всієї Греції. Вуріс провів дослідження руху Сіріуса, Нептуна та Марса, а також спостереження Марса за допомогою Афінського меридіанного кола.

### Подальша історія
В подальшому були зведені ще три корпуси для підрозділів обсерваторії, проєкт для одного з них створив Ернст Ціллер. Встановлений рефракторний телескоп «Дорідіс».
На пагорбі Німф, згідно з давньогрецькою міфологією, Німфи здійснювали свої сакральні ритуали. У 5 столітті до н. е. тут розташовувався Геліотропіон — сучасний аналог метео-астрономічної станції, в якій велись спостереження за ходом Сонця. Крім того Пагорб Німф, розташований поблизу підніжжя стародавньої Афінської агори, де була зведена Башта Вітрів — восьмикутна годинникова вежа, механізм якої поєднував у собі одночасно сонячний годинник, водяний годинник та флюгер.

## Діяльність і підрозділи обсерваторії
У складі Національної обсерваторії в Афінах сьогодні працює п'ять інституцій:
- Інститут асторонмії і астрофізики;
- Інститут дослідження довкілля і екологічного розвитку;
- Інститут геодинаміки;
- Інститут просторових досліджень і дистанційного зондування;
- Афінський музей геоастрофізики.

Обсерваторія проводить дослідження в області астрономії, сейсмології, енергетики та кліматології. Окрім безпосередніх спостережнь та вимірювань, Обсерваторія надає кошти для підготовки аспірантів, їх співпраці із грецькими і зарубіжними університетами. Тут розташована кафедра ЮНЕСКО зі стихійних лих і працює Національна сейсмологічна мережа, яка бере участь в роботі мережі Opticon та інших міжнародних дослідницьких мереж. В обсерваторії також базується Грецький координатор Глобальної системи спостереження за планетою Земля (GEOSS).

## Майданчики обсерваторії
Національна обсерваторія Афін працює в чотирьох місцях:
- Головний майданчик (central premises) розташований в історичному місці на вершині пагорба Німфон (гр. Λόφος Νυμφών, пагорб німф) у Тісіо. Пагорб Німфон межує з пагорбом Філопаппу і знаходиться навпроти Акрополя та Афінської агори. Тут розміщено керівництво, а також Інститут геодинаміки.
- Астрономічна станція Пентелі розташована на пагорбі Куфу в муніципалітеті Пентелі на північних околицях Афін. Вона найбільш відома як місце історичного 62,5-сантиметровим рефрактора Newall (побудованого британським виробником інструментів Томасом Куком у 1869 році), який було встановлено там у 1955 році, і який зараз використовується для просвітницької роботи. Зараз на території розташовані Інститут астрономії, астрофізики, космічних застосувань і дистанційного зондування, а також Інститут екологічних досліджень і сталого розвитку.
- Астрономічна станція Крионері була створена в 1972 році. Вона розташована в Північному Пелопоннесі, на вершині гори Кіліні на висоті 930 м. Вона оснащена 1,2-метровим рефлектором Кассегрена, виготовленим і встановленим у 1975 році британською компанією Grubb Parsons Co., Ньюкасл. Це один із найбільших телескопів у Греції. В даний час телескоп модернізується в рамках програми ESA NELIOTA, щоб стежити за поверхнею Місяця в пошуках зіткнень з метеороїдами.
- Обсерваторія Хелмос знаходиться в північно-західній частині Пелопоннесу й містить 2,3-метровий телескоп Аристарх, яким керує Інститут астрономії, астрофізики, космічних застосувань і дистанційного зондування.